# Městský fotbalový stadion Srbská
El Městský fotbalový stadion Srbská es un estadio multiusos ubicado en Brno, República Checa. Fue inaugurado en 1926 y tiene una capacidad para 12 550 espectadores, siendo el estadio en el que disputa sus partidos el FC Zbrojovka Brno.

## Partidos Eurocopa 1960
| Fecha                 | Partido                     | Resultado | Competencia   | Espectadores |
| --------------------- | --------------------------- | --------- | ------------- | ------------ |
| 18 de octubre de 1959 | Checoslovaquia Vs Dinamarca | 5 - 1     | Eurocopa 1960 | 31.217       |